# Madotheca acutiloba
Madotheca acutiloba là một loài rêu trong họ Porellaceae. Loài này được Steph. mô tả khoa học đầu tiên năm 1916.